# Vittorio Culpo
Vittorio Culpo (Trissino, 1904 – Mirefleurs, 1955) è stato un antifascista italiano.

## Biografia
Nacque in provincia di Vicenza, nel 1904, da una povera famiglia di contadini. Nel 1923, in seguito ad un violento scontro con una squadra di camicie nere, scappò sulle montagne. Perseguitato dalla polizia politica di Mussolini, fuoriuscì in Francia stabilendosi prima nella Mosella, poi insieme ad alcuni compagni italiani nell'Auvergne, dove visse pacificamente fino allo scoppio della seconda guerra mondiale.
Durante il primo anno di guerra (1939-1940), combatté nell'esercito francese ed ottenne la nazionalità. Dopo la smilitarizzazione (1940), si unì alla Resistenza Francese della Val d'Allier. Organizzò un attacco alla linea ferroviaria Clermont-Ferrand, quando fu gravemente ferito.
Morì nel 1955 a Mirefleurs. Suo nipote Sébastien gli dedicò un cortometraggio.

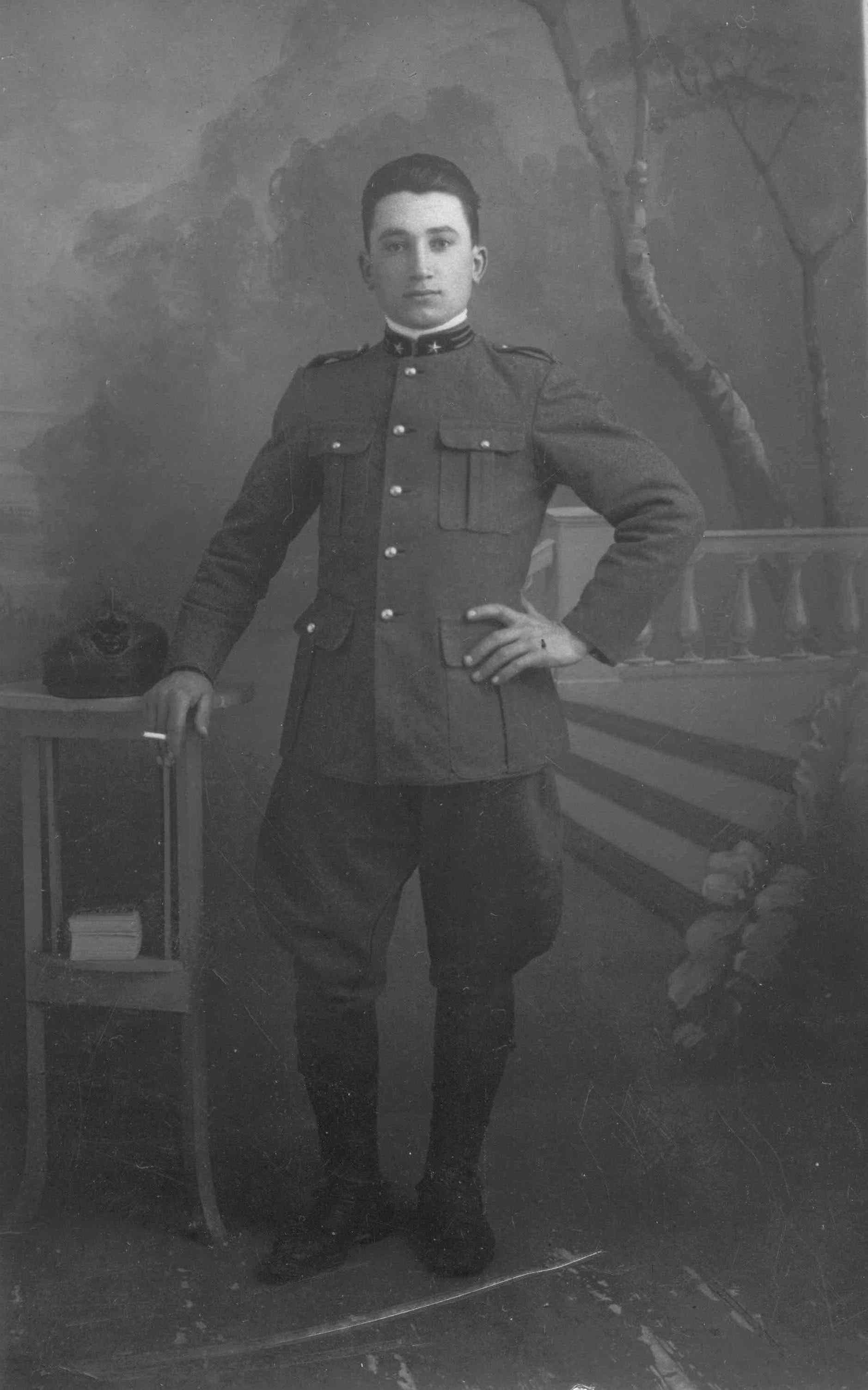
Vittorio Culpo durante il servizio militare in Italia nel 1920.
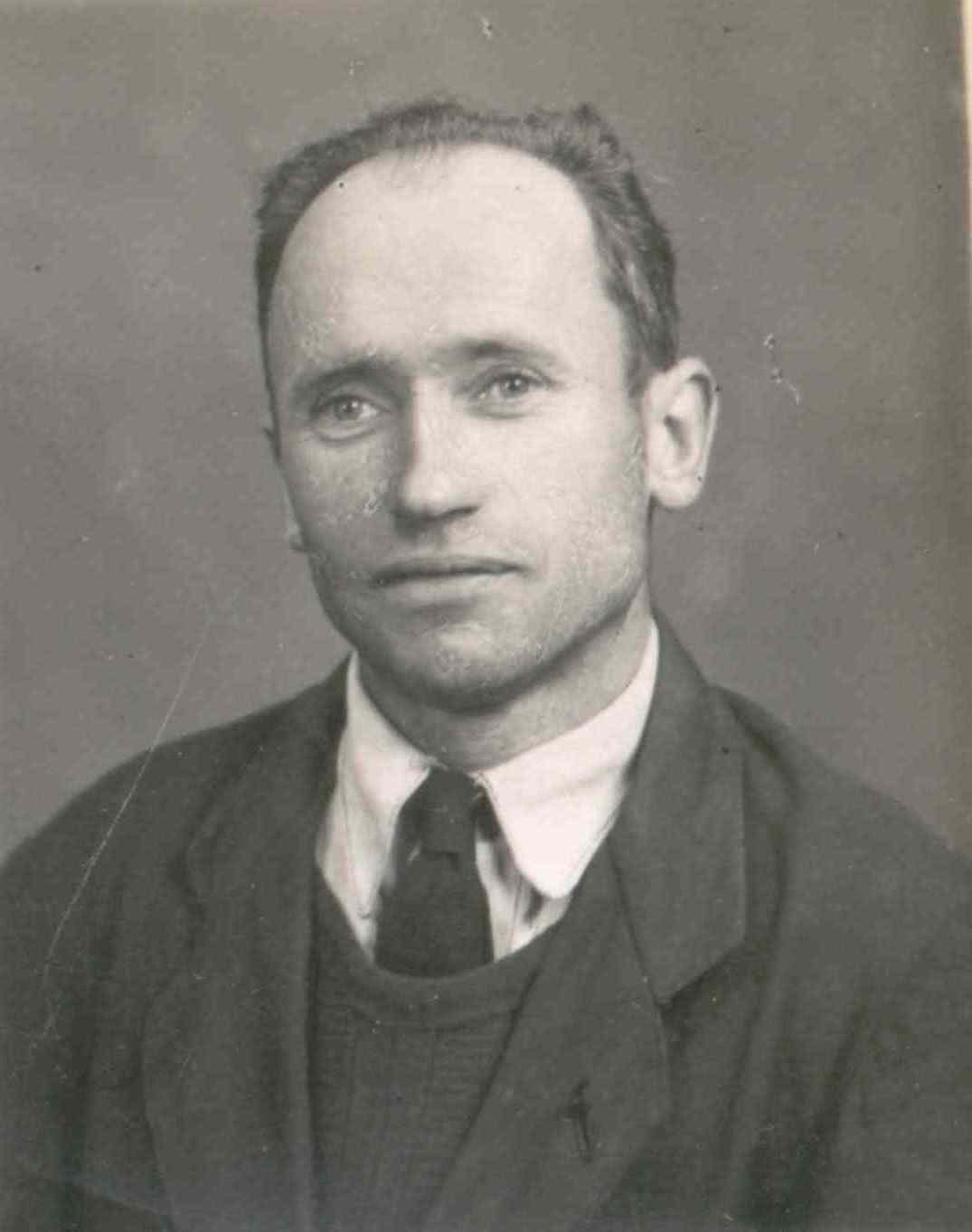
Vittorio Culpo nel 1954, prima della morte.